# Iole Fargnoli
Iole Fargnoli (* 1972 in Como) ist eine italienische Rechtshistorikerin und ordentliche Professorin für Römisches Recht an der Universität Mailand und der Universität Bern.

## Leben und Schaffen
Iole Fargnoli studierte von 1990 bis 1994 an der juristischen Fakultät der staatlichen Universität Mailand und forschte danach dank einem Universitätsstipendium von der Universität Mailand für ein Jahr am Institut für Römisches Recht an der Rheinischen Friedrich-Wilhelms-Universität in Bonn. Dort verfasste sie ihre erste Monographie "Studien zur aktiven Legitimität am interdict quod vi aut clam", die 1998 veröffentlicht wurde. Für den dreijährigen Zeitraum von 1998 bis 2001 gewann sie ein Doktoratsstipendium an der Universität von Catanzaro 'Magna Graecia'. In diesen Jahren schrieb sie ihre Doktorarbeit „Alius solvit, alius repetit“. 2001 studierte sie zum Thema „Indebitum Condicere“ und wurde zum "Research Doctor" promoviert, nachdem sie Forschungsaufenthalte am Institut für Römisches Recht, spätrömische Rechtsgeschichte und Neuere Privatsgeschichte der Universität Graz und am "Departamento de derecho Común" der Universität von Santiago de Compostela abgeschlossen hatte. 2003 erhielt sie an der Universität von Siena die Venia als 'Professore associato' und lehrt seit 2005 "Römisches Recht" an der Universität von Mailand, wo sie 2018 die ordentliche Professur erhalten hat. Seit 2007 ist sie ordentliche Professorin für Römisches Recht an der Universität Bern. Sie unterrichtet nicht nur auf Deutsch und Italienisch, sondern auch auf Englisch und Spanisch an Forschungseinrichtungen, Doktorandenschulen und Sommerschulen. 2014, 2016, 2019 war sie visiting professor je an der Xiamen University, Sichuan University and Shaanxi Normal University in China.
Sie ist die Herausgeberin des 2019 erschienenen Werks von Philipp Lotmar „Das Römische Recht vom Error“. Das Projekt „Philipp Lotmar’s Meisterwerk im Römischen Recht“, eine unedierte Monographie über den Error, wurde vom Schweizerischen Nationalfonds zur Förderung der Wissenschaftlichen Forschung finanziert.
Weitere Publikationen beinhalten unter anderem Monographien, Artikel und Aufsätze, die in Italien, der Schweiz, Deutschland, Brasilien, Südafrika und in China publiziert wurden. Fargnoli’s wissenschaftliches Hauptinteresse liegt beim Römischen Obligationenrecht, spätrömische Rechtsgeschichte, die Lehre des Römischen Rechts im 19. Jahrhundert und in den letzten Jahren besonders Römisches Recht als Fundament der westlichen Rechtstradition.

## Veröffentlichungen
- Studi sulla legittimazione attiva all’interdetto quod vi aut clam, Milano 1998, Giuffrè, X-164 S.
- ‘Alius solvit, alius repetit’. Studi in materia di indebitum condicere, Milano 2001, Giuffrè, X-282 S.
- Sulla caduta senza rumore delle Olimpiadi classiche, Doktoratslektion im Frühlingssemester 2004 an der Università degli Studi di Milano gehalten.
- Ricerche sul furto in diritto romano. ‘Qui sciens indebitum accipit’, Milano 2006, Giuffrè, VI-276 S.
- I piaceri della tavola in Roma antica. Tra alimentazione e diritto, Torino 2016, G. Giappichelli editore, 138 S.
- Das Römische Recht vom Error, Philipp Lotmar (Hrsg.) I. Fargnoli, Frankfurt am Main 2019, Vittorio Klostermann Verlag, XXXII-1126 S.